# Lake Cowan, Antarktis
Lake Cowan är en sjö i Antarktis. Den ligger i Östantarktis. Australien gör anspråk på området. Cowan ligger 21 meter över havet.